# 松代大介
松代 大介（まつしろ だいすけ、1990年8月6日 - ）は、日本の俳優。北海道出身。インフィニア株式会社所属。

## 略歴
北海道函館市出身。特技の野球では全道大会に出場した経験がある。
函館から上京し、芸能活動を開始。
映画、ドラマ、バラエティ、モデルなど様々な分野で活動を行う。

## 出演

### 映画
- 「イマジネーションゲーム」(2018年、畑泰介監督) - 小林薫馬 役
- 「名も無い日」(2021年、日比遊一監督)
- 「サイレント・トーキョー　And so this is Xmas」(2020年、波多野貴文監督)
- 「おじドル,ヤクザ」（2022年、大川裕明監督）
- 「有り、触れた、未来」（2023年春全国公開、山本透監督）- 安田和樹 役
- 「DAUGHTER」（2023年、菅野祐悟監督） - 遠野晴人 役[1]

### テレビドラマ
- 「GARO -VERSUS ROAD-」(2020年)-松原役
- 「惑星スミスでネイキッドランチを」(2021年、島田角栄監督)

### バラエティ
- 「人生が変わる1分間の深イイ話」(2017年）-嵐 (グループ) 櫻井翔役
- 「指原莉乃&ブラマヨの恋するサイテー男総選挙」(2017年）-準レギュラー
- 「陸海空~こんな時間に地球征服するなんて」(2017年）-衝撃映像ランキングアース出演
- 「水曜日のダウンタウン」（2021年）-隣のヤツがとんでもないゴシップ話してたら釘付けになっちゃう説-
- 「ヒロミ・指原の"恋のお世話始めました"」(2021年)
- 「踊る!さんま御殿!!」（2021年）-再現VTR-

### MV
- AYA feat クリフエッジ「ForYou〜大切な君へ〜」

### 舞台
- RANPO chronicle 【虚構のペルソナ 】「怪人二十面相」(2016年)- シアターサンモール
- 「FRAG~新撰組~」(2016年)-中野ザ・ポケット-六行会ホール-品川弥二郎役
- カタロゴス〜「数」についての短編集〜「ゾロ目のお告げ」(2025年)-劇場HOPE[2]

### WEB
- 動画ファッションマガジン「C Channel」
- あいおいニッセイ同和損保 WEBムービー

### youtube
- ヘイフィーバーチャンネル

### モデル
- 「ビッグボーイ」
- 「ASIL」

### 雑誌
- 「短髪男子」
- 「MEN'S PREPPY」-エイ出版社